# Yōji Shinkawa

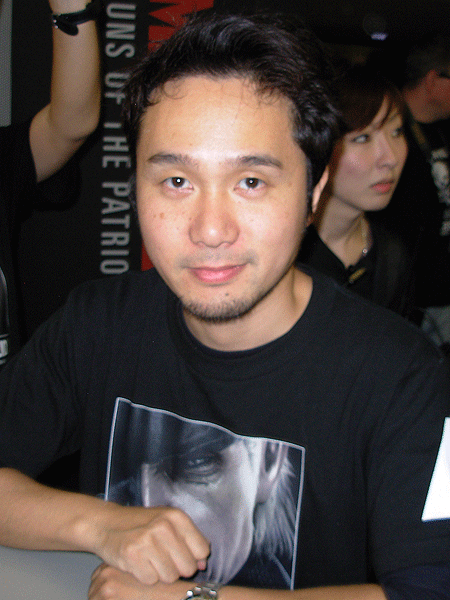
Yōji Shinkawa (2008)

Yōji Shinkawa (jap. 新川 洋司 Shinkawa Yōji; * 25. Dezember 1971 in Hiroshima) ist ein japanischer Illustrator und Konzeptkünstler. Er ist bekannt für seine Designs von Figuren, Bühnenbildern – insbesondere für mechanische Objekte in den Videospielereihen Metal Gear und Zone of the Enders.

## Biografie
Yōji Shinkawa wurde am 25. Dezember 1971 in Hiroshima geboren. Er ist Art Director bei Kojima Productions und erlangte Bekanntheit durch seine Illustrationen und Charakterentwürfen für die Videospielserie Metal Gear Solid und Zone of the Enders.

### Ausbildung
Seit seiner Kindheit ist Yōji Shinkawa ein kreativer Geist in vielerlei Hinsicht. Dies war schon in der Grundschule beim jungen Shinkawa zu erkennen. So bekam er oft Lob für seine Zeichnungen. Die Kunst von Anderen begeisterte ihn ebenso, deshalb war er ein großer Fan von Animes, besonders Gundam und Five Star Story, Animes, die durch gigantische Roboter auffielen und die ihn künstlerisch inspirierten. Das Lesen war ebenfalls ein Teil seiner Freizeitbeschäftigung, hier allem voran Mangas. In einem Interview sagte Yōji Shinkawa, dass er ein Fan der „alten“ Mangas sei. Damit meint er Ashita no Joe sowie Ganbatte Genki.
Er absolvierte die Highschool und nahm während der Sommer an Kunstkursen in Tokio teil, um seine Begabung zu fördern. Dabei erfuhr er große Unterstützung von seinem damaligen Highschoollehrer. Der erkannte sein Talent sofort und bereitete ihn für seinen späteren Bildungsweg vor.
Daraus resultierte, dass der junge Shinkawa ein kunstorientiertes College besuchte. In einem Interview mit IGN sagte er, dass er dort viel mit Ölmalerei zu tun hatte. Dies half ihm, seine Techniken zu verfeinern. Jedoch brachte er sich seinen Comic-Stil selber bei. Während dieser Zeit entstanden Entwürfe, die später noch sehr wichtig für seine Projekte wurden.

### Beruflicher Werdegang
Seine berufliche Karriere bei Konami begann 1994. Konami ist heute eine der größten Videospielfirmen in Japan. Angeblich war Hideo Kojima sofort von ihm begeistert, als er das 3D-Modell gesehen hatte, welches er für das Bewerbungsgespräch angefertigt hatte. Zuerst arbeitete er als „Debugger“ für das Spiel Policenauts. Später hatte er die Aufgabe, sich um den künstlerischen Teil der Konsolenumsetzung zu kümmern.
Sein Können blieb nicht unbemerkt und so wurde er von Hideo Kojima berufen, als Charakter-Designer für sein kommendes Projekt, Metal Gear Solid, zu arbeiten. Das für die PlayStation erschienene Spiel ist eines der erfolgreichsten Spiele, die je veröffentlicht wurden, und sollte die Videospielbranche nachhaltig beeinflussen. Seine Entwürfe für den Metal Gear Rex, Solid Snake, Meryl Silverbrugh und viele andere Charaktere des Spiels können als entscheidend für den Erfolg angesehen werden.
Er arbeitete außerdem an Zone of the Enders mit, wo er viele Entwürfe direkt aus seinem Skizzenbuch der Studienzeit entnahm. Sie waren vor allem durch Roboter-Animes beeinflusst.

### Zugeschriebene Arbeiten
Mittlerweile ist Yōji Shinkawa Art Director für Konami Productions. Ihm können folgende Titel zugeschrieben werden, wobei er unterschiedliche Aufgaben erfüllt hat:
- 1994: PC9821 Policenauts Debugging
- 1995: 3DO/PS Policenauts Graphics
- 1998: PS Metal Gear Solid Character / Mech Design, Illustration Director
- 1999: PS Metal Gear Solid: Integral Character / Mech Design, Illustration Director
- 2000: GBC Metal Gear Ghost Babel Illustration
- 2001: PS2 Z.O.E.(Zone Of The Enders) Mech Design
- 2001: PS2 Metal Gear Solid 2: Sons of Liberty  Character / Mech Design, Illustration Director
- 2002: PS2 The Document of Metal Gear Solid 2 illustration
- 2002: PS2 Metal Gear Solid 2: Substance Character / Mech Design, Illustration Director
- 2003: PS2 Anubis Zone of the Enders Mech Design
- 2004: PS2 Metal Gear Solid 3: Snake Eater Character / Mech Design, Illustration Director
- 2006: PS2 Metal Gear Solid 3: Subsistence Character / Mech Design, Illustration Director
- 2006: PSP Metal Gear Solid: Portable Ops Character
- 2007: PS3 Metal Gear Solid 4 Guns of the Patriots Character / Mech Design, Illustration Director
- 2010: PS3 Metal Gear Solid Peace Walker Character / Mech Design, Art Director
- 2014: PS3/PS4 Metal Gear Solid: Ground Zeroes Character / Mech Design, Art Director
- 2015: PS3/PS4 Metal Gear Solid: The Phantom Pain Character / Mech Design, Art Director

## Kunst

### Allgemein
Yōji Shinkawa behauptet selbst, dass sein Stil das Ergebnis der vielen Stile sei, die er von anderen Künstlern kopierte. Darunter finden sich japanische Künstler wie Yoshikazu Yasuhiko und Yoshitaka Amano sowie westliche Künstler wie Aubrey Beardsley, Enki Bilal, Jean Giraud und Frank Miller.

### Entstehung
Im Alter von 12 oder 13 Jahren entdeckte er in der Import-Abteilung eines Buchladens das erste Mal „westliche“ Comics. Diese Begegnung ist ein wichtiges Ereignis in der Entstehung seines Stiles. Er war sehr beeindruckt von der Art und Weise wie diese Comics gezeichnet waren. Er empfand es als sehr detailliert und obwohl er den Inhalt nicht verstand, konnte er der Handlung im Groben folgen. In einem Interview wird er mit den Worten zitiert: „Wow! Drawing can be done this way too!“, als er das erste Mal einen westlichen Comic genau durchschaute.
In einem anderen Interview erklärt Yōji Shinkawa, warum er mit Pinseln arbeitet. Seinen Aussagen zufolge versuchte er zunächst mit einem sogenannten G-Pen zu arbeiten, wie in Büchern zum Mangas zeichnen oft empfohlen. Doch er war unzufrieden mit dem Ergebnis dieses Zeichenwerkzeuges. Eines Tages entdeckte er „Arion“ von Yoshikazu Yasuhiko. Er bewunderte die Linien der Zeichnungen. Sie hatten einen besonderen Stil, der aufgrund der Benutzung eines Pinsels resultierte. Dadurch entschloss er sich, mit Pinseln zu arbeiten und diese Technik zu imitieren.

### Werkzeuge: Analog
Für seine Entwürfe benutzt er fast nur Pinselstifte (Brush Pens) von Pentel. In einem Interview erklärte er, dass er zwei verschiedene Brush Pens verwendet. Einen, dessen Spitze schon leicht ausgefranst sei, sowie einen im ordentlichen Zustand für besonders schöne Linien. Laut seiner Aussage probierte er auch schon oft verschiedene normale Pinsel aus. Doch waren sie ihm entweder zu fein oder zu nachgiebig.
Neben dem Pinselstift benutzt er gern dünne Tinte, zum Beispiel für Schattierungen. In einem Interview erklärte er, dass er es vorzieht, schwarzweiß zu zeichnen. So muss er sich keine Gedanken um die Farben machen. Korrekturtinte und ein Korrekturstift sind ebenso Teil seines Repertoires.
Einige seiner Werke beinhalten eine raue Textur, die dem japanischen Papier ähneln soll. Es ist etwas grober als normales Papier. Diese Textur entsteht, indem Yōji Shinkawa übliches Kopierpapier mit dünner schwarzer Tinte bemalt, fotokopiert und anschließend scannt, damit er die Textur digital weiter verarbeiten kann. Diese Technik benutzt er häufig.

### Werkzeuge: Digital
Wenn es darum geht, digital zu arbeiten, bevorzugt Yōji Shinkawa die Kreativprogramme Adobe Photoshop und Corel Painter. Painter benutzt er für alle Zeichenarbeiten, die digital notwendig sind, wohingegen er Photoshop für das Einfärben seiner Entwürfe benutzt. In einem Interview erklärte er jedoch im gleichen Satz, dass er es vorzieht, auf Papier zu zeichnen, da es nicht möglich sei, eine echte Pinselspitze zufriedenstellend zu simulieren, mit all ihren Feinheiten und Zufälligkeiten. Das Einfärben seiner Arbeiten ist für ihn jedoch digital besser zu realisieren, da er jederzeit Korrekturen vornehmen kann. Oder auch andere Farbstile anwenden kann, ohne einen kompletten neuen Entwurf anzufertigen. Er erwähnte mehrmals, dass er einen Mac benutzt. Seine originalen Entwürfe scannt er zumeist nicht ein. Er bevorzugt es, eine Kopie mittels eines Kopierers in Schwarz-Weiß zu erstellen. Diese Kopie benutzt er dann zum Scannen, da es so etwas gröber wirkt.

### Werkzeuge: Phantasie des Betrachters
Ebenfalls ein sehr wichtiges Werkzeug des japanischen Art Directors ist die Phantasie des Betrachters. Damit ist gemeint, dass viele seiner Werke auf den ersten Blick etwas „unfertig“ aussehen. Das liegt daran, dass einige Stellen ganz bewusst nicht zu Ende gezeichnet und stattdessen weiß gelassen wurden. Dies fällt jedoch nicht negativ auf. Im Gegenteil, die Phantasie wird dazu angeregt, die fehlenden Stellen zu ersetzen. Ein ganz bewusstes Stilmittel mit großer Wirkung.